# Nissan EXA
Der Nissan EXA (auf einigen Märkten zunächst Pulsar EXA, Pulsar NX oder nur NX) ist ein von 1982 bis 1990 in zwei Generationen hauptsächlich in Japan und den USA verkauftes Sportcoupé des japanischen Automobilherstellers Nissan. Der EXA basierte auf dem Nissan Sunny der Baureihen B11 und B12 und wurde vom Nissan 100NX abgelöst. In beiden Fällen handelte es sich um ein frontgetriebenes Stufenheckcoupé mit Klappscheinwerfern.
In Deutschland wurde keine der beiden Generationen verkauft.

## Erste Generation (N12, 1982–1986)
Die erste Generation wurde von 1982 bis 1986 angeboten. Es gab verschiedene Vierzylinder-Motorisierungen von 1,3-Liter bis 1,6 Liter, wahlweise auch einen 1,5-Liter-Turbomotor. 

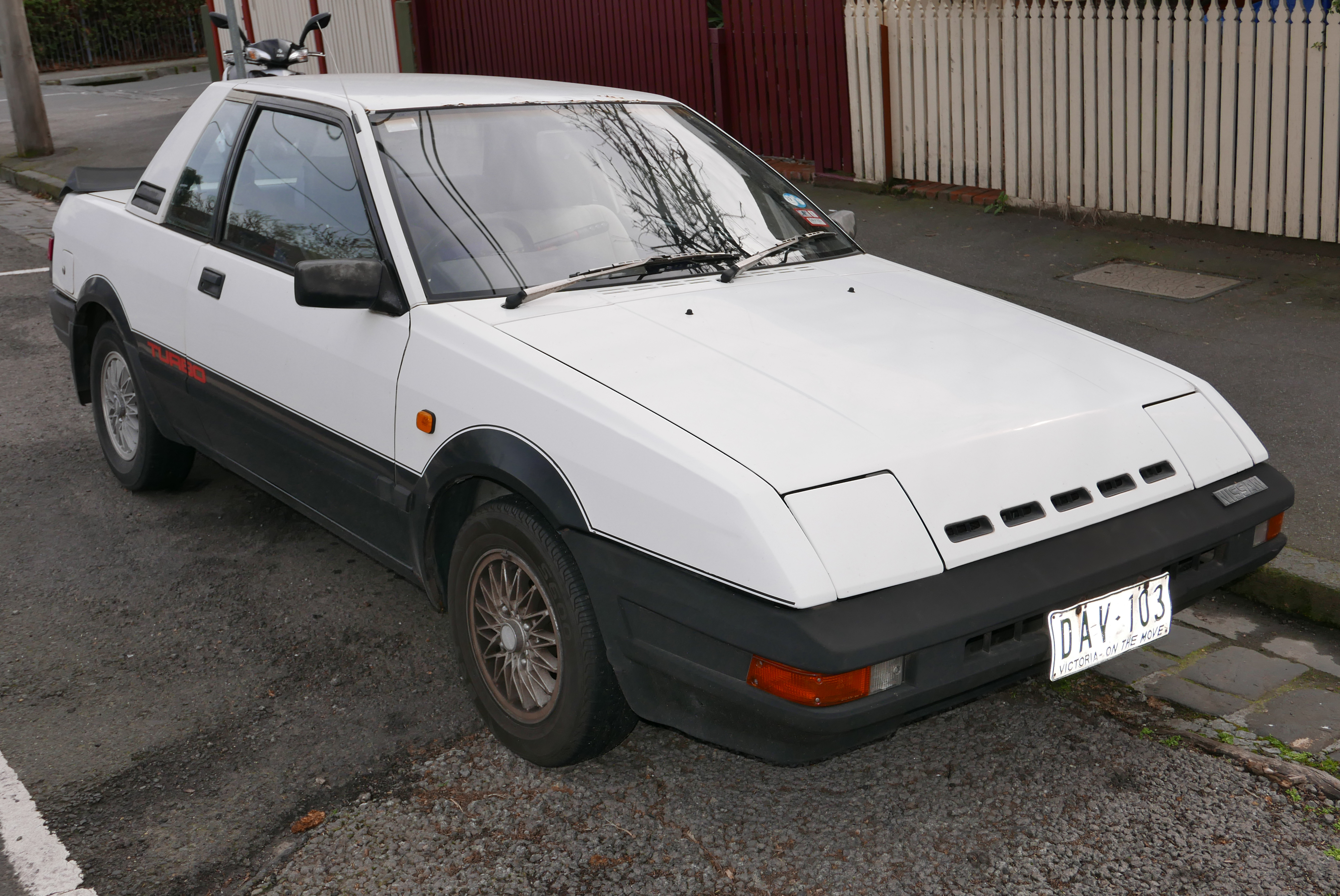
Coupé
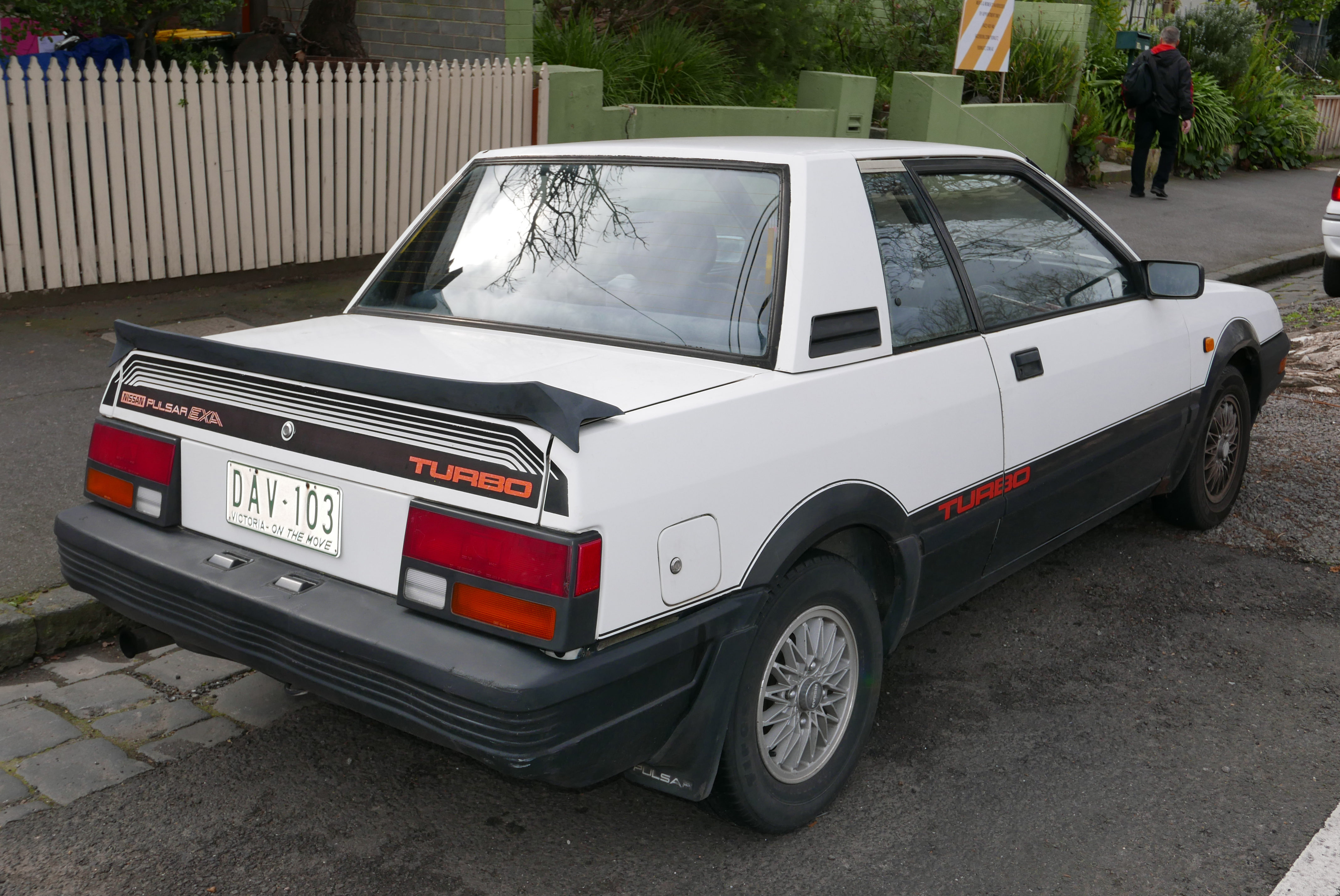
Heckansicht

## Zweite Generation (N13, 1986–1990)
Der Nachfolger erschien im Herbst 1986 mit einem 1,6 Liter großen Vierzylinder-Motor mit zwei obenliegenden Nockenwellen und 88,5 kW (120 PS), in den USA auch mit 1,8 Liter und 93 kW (127 PS) und in einer Basisversion mit einem 1,5 Liter-OHC. Das Modell wurde hier als Nissan Pulsar NX verkauft. Die Fahrzeuge der zweiten Generation hatten verschiedene Dachaufsätze, um aus dem Stufenheckcoupé einen Sportkombi („EXA Canopy“ bzw. „Sportback“) zu machen.

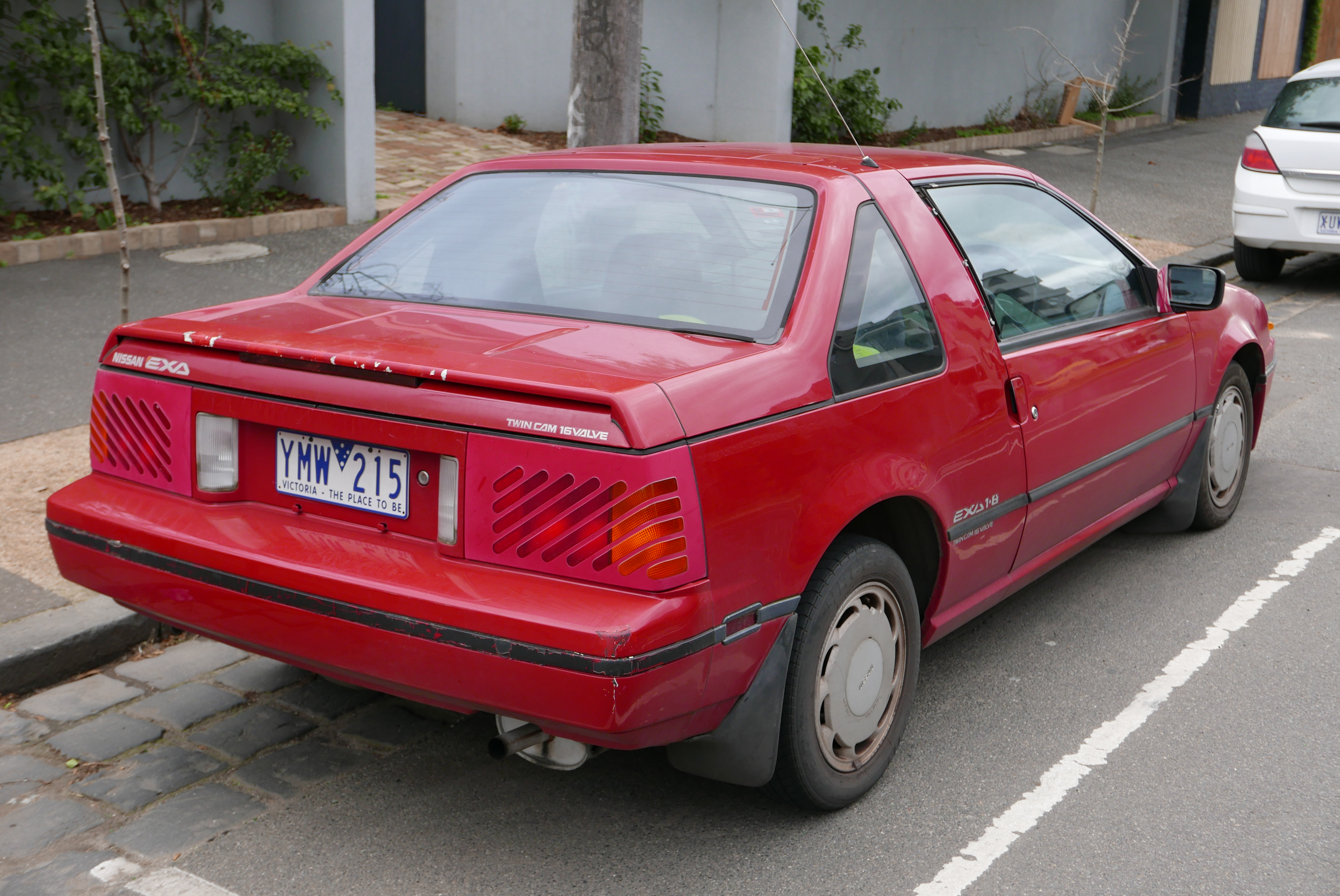
Heckansicht
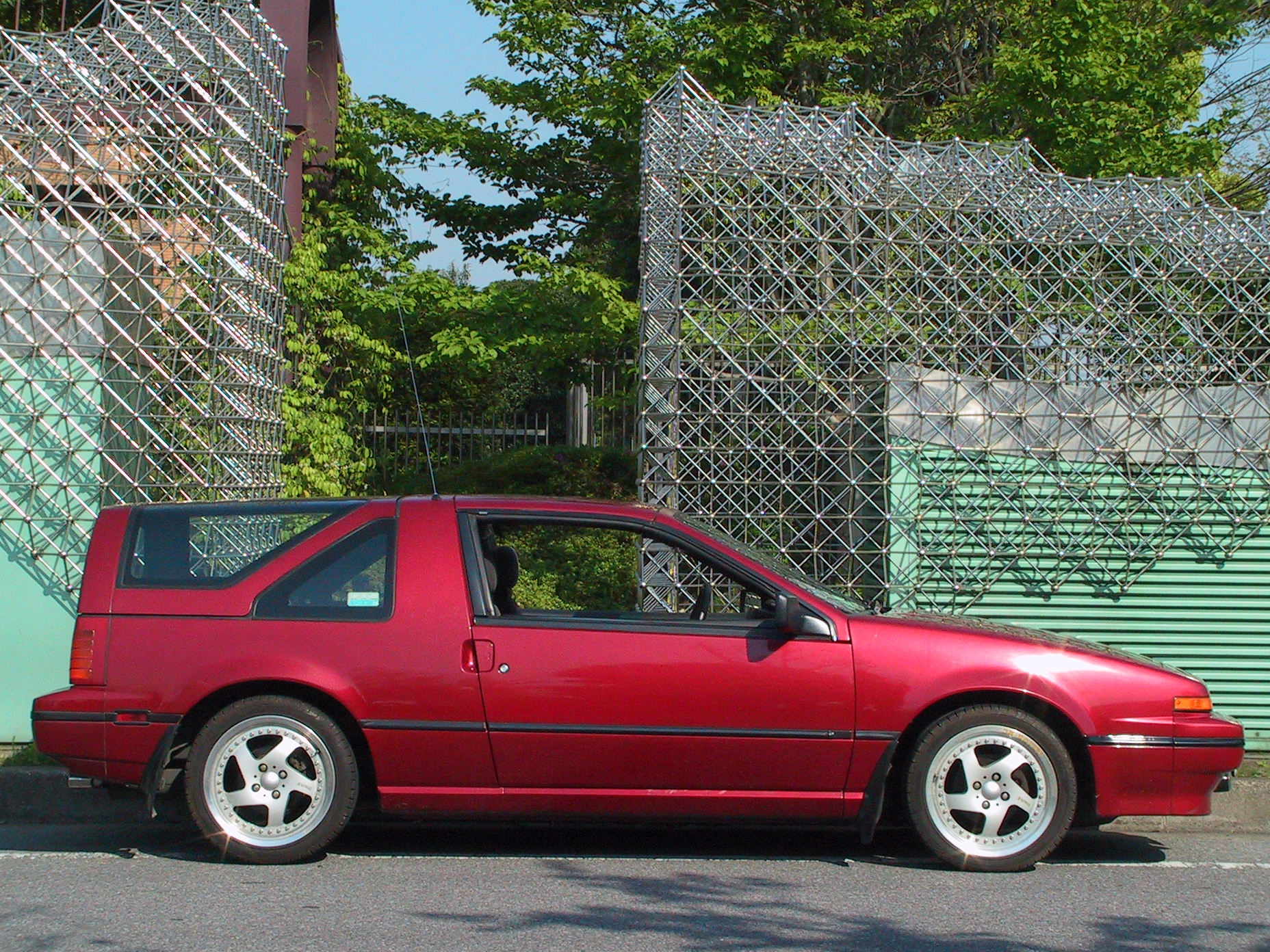
Sportback
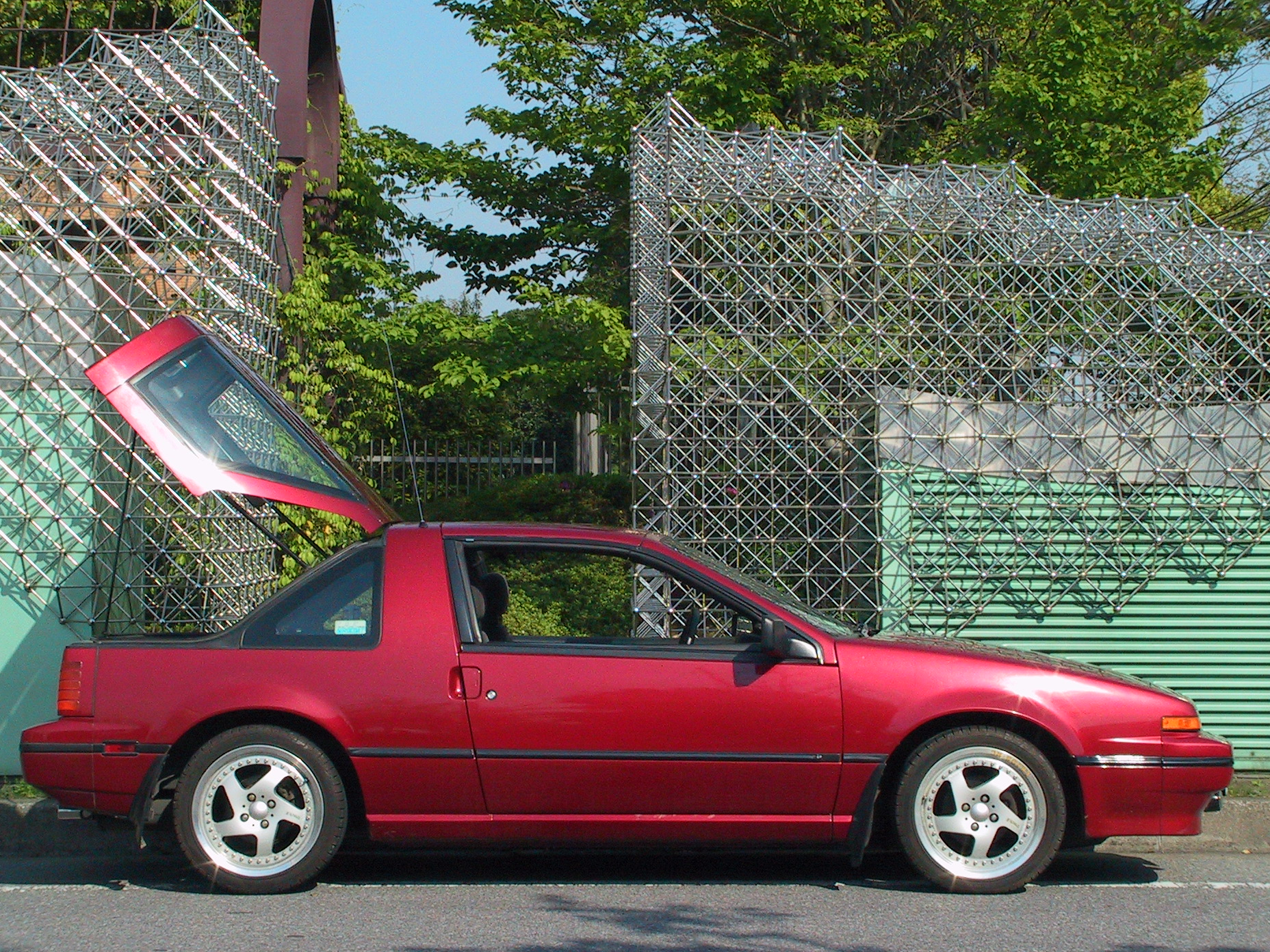
Geöffnete Heckklappe